# Quả cầu Bloch
Trong cơ học lượng tử, quả cầu Bloch là một biểu diễn hình học của các trạng thái lượng tử trong không gian Qubit.
Cơ học lượng tử được công thức hóa bằng toán học trong không gian Hilbert. Không gian của các trạng thái lượng tử trong một hệ lượng tử được cho bởi các không gian con một chiều của không gian Hilbert. Với một không gian Hilbert hai chiều, không gian của các trạng thái lượng tử được biểu diễn qua quả cầu Bloch.
Quả cầu Bloch là một quả cầu đơn vị, sao cho với mỗi cặp điểm đối cực tương ứng với cặp vector trực giao. Cực Bắc và cực Nam của quả cầu Bloch thường được chọn tương ứng với các vector cơ sở tiêu chuẩn. Các điểm trên bề mặt của quả cầu tương ứng với các trạng thái thuần, trong khi các điểm trong của quả cầu tương ứng với các trạng thái hỗn hợp.

## Biểu diễn qubit bằng quả cầu Bloch

Quả cầu Bloch biểu diễn các qubit một cách trực quan. Vị trí của mỗi qubit được xác định rõ ràng thông qua các tham số và.

Điều kiện chuẩn hóa cho phép qubit được biểu diễn ở dạng tổng quát và tường minh hơn:
{\displaystyle |\Psi \rangle =\left\{\cos \left({\frac {\theta }{2}}\right)|0\rangle +e^{i\varphi }\sin \left({\frac {\theta }{2}}\right)|1\rangle \right\}e^{i\gamma }}
vớ các tham số {\displaystyle \theta ,\gamma } và {\displaystyle \varphi } là các số thực. Giá trị pha toàn cục {\displaystyle \gamma } không quan sát được nên có thể bỏ. Khi đó, biểu thức cho qubit có dạng:
{\displaystyle |\Psi \rangle =\cos \left({\frac {\theta }{2}}\right)|0\rangle +e^{i\varphi }\sin \left({\frac {\theta }{2}}\right)|1\rangle }
Các tham số {\displaystyle \theta } và {\displaystyle \varphi } xác định một điểm trên một quả cầu đơn vị 3 chiều, được gọi là quả cầu Bloch. Dễ dàng nhận thấy rằng có vô số tổ hợp giữa theta và phi nghĩa là sẽ có vô số điểm trên quả cầu.
Một điểm cần lưu ý là khi biểu diễn bằng quả cầu Bloch, những qubit nào trực giao với nhau thì vector bán kính của chúng đối song song với nhau. Đơn cử, các qubit {\displaystyle |0\rangle } và {\displaystyle |1\rangle } lần lượt được xác định tại điểm cực bắc và nam của quả cầu và chúng trực giao với nhau.